# Der Musikalische Garten
Der Musikalische Garten ist ein in Basel residierendes Ensemble für Barockmusik, bestehend aus dem katalanisch-kolumbianischen Musiker Germán Echeverri Chamorro (Violine und Viola) und den drei deutschen Musikerinnen Karoline Echeverri Klemm (Violine), Annekatrin Beller (Violoncello) und Daniela Niedhammer (Cembalo und Orgel).

## Geschichte
Das Ensemble wurde im Jahr 2011 an der Schola Cantorum Basiliensis gegründet, wo die Mitglieder historische Aufführungspraxis studierten. Im Jahr 2013 wurde das Ensemble Preisträger bei fünf internationalen Wettbewerben. Es gewann jeweils den ersten Preis beim Förderpreis Alte Musik des Saarländischen Rundfunks, beim Internationalen H.I.F. Biber-Wettbewerb in St. Florian bei Linz, beim Internationalen Berliner Bach-Wettbewerb der Universität der Künste Berlin und beim Internationalen Gebrüder-Graun-Wettbewerb in Bad Liebenwerda sowie den EUBO Development Trust Prize „für das vielversprechendste Ensemble“ bei der York Early Music International Young Artists Competition.
Ein Spezialgebiet des Ensembles ist das deutsche Skordaturarepertoire des 17. Jahrhunderts. Darüber hinaus ist es das Anliegen des Musikalischen Gartens, vergessene Musik wieder zum Klingen zu bringen. Die Musiker suchen dafür Noten in Bibliotheken oder digitalisierten Archiven. Wenn eine Komposition nur als Handschrift vorliegt, müssen sie sie zuerst mithilfe eines Notenprogramms transkribieren. Die Musiker spielen auf originalgetreuen Instrumenten und benutzen auf ihren Instrumenten Saiten aus Naturdarm.
Das Ensemble hat bisher vier Tonträger eingespielt. In à 2 Violin Verstimbt widmete sich das Ensemble der sonst aus praktischen Gründen einfach gemiedenen barocken Trio-Sonaten für skordierte (umgestimmte) Violinen. Auf der nächsten CD bot das Ensemble frühklassische Raritäten aus der Musikalien-Sammlung des Basler Kaufmanns Lukas Sarasin. In den beiden bisher letzten Einspielungen bot das Ensemble Concerti des italienischen Violinvirtuosen Giuseppe Antonio Brescianello. In dem von SWR2 herausgegebenen Podcast #zusammenspielen hat Der Musikalische Garten im Juni 2020 zusammen mit dem Geiger Gottfried von der Goltz unter anderem Stücke von Giovanni Gabrieli, Henry Purcell und Gottfried Finger als Studioaufnahmen eingespielt.
Das Ensemble trat unter anderem bei den Musikfestspielen Potsdam Sanssouci, den Festspielen Mecklenburg-Vorpommern und im Händel-Haus in Halle auf.

## Diskografie
- à 2 Violin. Verstimbt, Musik für 2 skordierte Violinen & Bc (2014)
- Zu Gast im Blauen Haus: Triosonaten aus der Basler Sammlung Lukas Sarasin
- Giuseppe Antonio Brescianello – Concerti à 3, Vol. 1
- Giuseppe Antonio Brescianello – Concerti à 3, Vol. 2